# Billboard Global 200
《公告牌》全球二百强单曲榜（英語：Billboard Global 200），是由美國音樂雜誌《告示牌》推出的音樂排行榜，榜單根據全球200多個國家及地區的數位銷售與串流次數而成。該榜單於2020年9月正式啟用，第一首榜單冠軍歌曲是美國饒舌歌手卡迪·B與梅根·西·斯塔莉安合作的單曲〈濕濕小可愛〉。除了《公告牌》全球二百强单曲榜之外，《告示牌》也推出不包含美國的《公告牌》美國除外全球单曲榜（英語：Billboard Global Excl. U.S.），該榜單的第一首冠軍歌曲是哥伦比亚歌手馬盧瑪的歌曲〈夏威夷〉。

## 外部連結
- 《公告牌》全球二百强单曲榜 （页面存档备份，存于）